# Hasan Şengün
Hasan Şengün (* 14. Juli 1961 in Trabzon) ist ein ehemaliger türkischer Fußballspieler und -trainer. Durch seine langjährigen Tätigkeiten für Trabzonspor und Samsunspor wird er stark mit diesen Vereinen assoziiert. Im türkischen Fußball ist er vor allem unter seinem Spitznamen Dobi Hasan (dt. Ball-Hasan) bekannt.

## Kindheit und Jugend
Şengün kam in Trabzon auf die Welt und lebte mit seiner Familie in der Kreisstadt Sürmene. Da Şengüns Familie unter sozial schwache Lebensbedingungen lebte und sein Vater keine Arbeit finden konnte, zog die Familie nach Samsun. Zu diesem Zeitpunkt war Şengün erst 4 bis 5 Jahre alt. Der kleine Şengün spielte in seiner neuen Wohngegend mit Gleichaltrigen auf den umliegenden Bolzplätzen Straßenfußball. Da es damals schwierig war Fußbälle zu bekommen, borgten sich die Kinder zum Spielen Bälle von anderen Bekannten aus. In Şengüns Kiez lebte zu dieser Zeit ein älterer Herr namens Mustafa, der Şengün gut leiden konnte und einen Fußball besaß. Diesen Umstand wissend, sprachen Şengüns Freunde auf ihn ein, Mustafa um den Ball zu bitten. Şengün bat daraufhin verlegen um den Ball und sagte dabei mit einem Ost-Schwarzmeer-Dialekt statt Topu (dt. Ball) Dobi. Er bekam den Ball ausgeliehen und wurde fortan mit dem Spitznamen Dobi Hasan angesprochen. Diesen Spitznamen behielt er über seine gesamte Karriere.

## Spielerkarriere

### Verein
Nachdem Şengüns Fußballtalent sich herumgesprochen hatte, begann er in der Jugend von Samsun Yolspor mit dem Vereinsfußball. Durch seine Tätigkeit bei diesem Verein interessierte sich auch der größte Verein der Stadt, Samsunspor, für Şengün und verpflichtete ihn. Da damals ein direkter Wechsel innerhalb einer Stadt nicht zulässig war, wechselte Şengün zum Schein für eine halbe Spielzeit zu Trabzon Yolspor und nach dieser halben Saison in die Jugend von Samsunspor. Mit Vollendung seines 18. Lebensjahres erhielt er beim damaligen Zweitligisten Samsunspor einen Profivertrag und wurde zudem in den Profikader involviert. Hier etablierte er sich innerhalb der nächsten zwei Jahre zum Stammspieler. Der Durchbruch gelang Şengün in der Zweitligasaison 1981/82. Hier bildete er zusammen mit Murat Şimşek, Metin Karabulut und dem Achtzehnjährigen Tanju Çolak, der später zu einem der besten Stürmer im türkischen Fußball werden sollte, den Sturm der Mannschaft. Durch seine Leistungen fiel er auch den Verantwortlichen der Türkische U-21-Nationalmannschaft auf, die ihn dann für ein Testspiel nominierten. Dieser Länderspieleinsatz sorgte dafür, dass Şengüns Bekanntheitsgrad in der türkischen Fußballszene umso mehr wuchs. Zum Ende der Spielzeit 1981/82 erreichte Şengün mit seiner Mannschaft die Meisterschaft der 2. Futbol Ligi und damit den Aufstieg in die 1. Lig. Nach dem Aufstieg verpasste der Verein bereits in seiner ersten Erstligasaison den Klassenerhalt und stieg in wieder in die 2. Liga ab.
Nach dem Abstieg mit Samsunspor bemühten sich mehrere Erstligisten um eine Verpflichtung Şengüns. Da seine Familie ursprünglich aus der Provinz Trabzon stammte und deshalb Anhänger von Trabzonspor war, setzte sich der Vereinspräsident von Trabzonspor, Mehmet Ali Yılmaz, mit Şengüns Vater in Verbindung und sicherte sich die Zusage für einen Wechsel. Trabzonspor war in der ersten Hälfte der 1970er Jahre in die 1. Lig aufgestiegen und wurde als erste anatolische Mannschaft türkischer Meister. Nach dieser Meisterschaft dominierte der Verein etwa ein Jahrzehnt lang den türkischen Fußball. Nachdem Trabzonspor ab 1976 in sechs Jahren fünfmal die türkische Meisterschaft gewinnen konnte, verfehlte der Verein aber ab dem Sommer 1981 zweimal nacheinander die Meisterschaft. Aus diesem Grund investierte der Klub im Sommer 1983 in neue Spieler und holte neben Şengün mit Hasan Vezir eine weitere junge und aufstrebenden Stürmerhoffnung. Şengün bewies sich auf Anhieb und avancierte über die Saison zu einem der erfolgreichsten Stürmer der Liga. In der Spielzeit 1983/84 lieferte sich Trabzonspor mit Fenerbahçe Istanbul und Galatasaray Istanbul ein Kopf-an-Kopf-Rennen um die türkische Meisterschaft. Vor dem 26. Spieltag belegte Trabzonspor mit lediglich einem Punkt Vorsprung zu den beiden Kontrahenten den 1. Tabellenplatz. Bereits in der Samstagpartie dieses Spieltages unterlag Galatasaray mit 0:3 Orduspor und ermöglichte so Trabzonspor durch einen Auswärtssieg gegen den anderen direkten Konkurrenten Fenerbahçe eine erste Vorentscheidung Richtung Meisterschaft zu erreichen. In der hart umkämpften und mit 26.000 Zuschauern ausverkauften Partie lieferten sich beide Mannschaften ein packendes Spiel. Şengün erzielte in der 89. Minute per Kopfball den Siegtreffer zum 1:0-Endstand. Durch diesen Treffer wurde er zum Matchwinner und sorgte dafür, dass sein Verein einen wichtigen Schritt Richtung Meisterschaft erreichte. Die verbliebenen Spieltage behielt die Mannschaft souverän den Punktevorsprung und erreichte die sechste und bis 2022 letzte Meisterschaft der Vereinsgeschichte. Şengün war mit seinen 14 Saisontoren maßgeblich an diesem Erfolg beteiligt, war damit der erfolgreichste Torschütze seines Vereins und Dritter der Torschützenliste. Mit seiner Mannschaft gewann in dieser Saison auch den Türkischen Fußballpokal und wurde damit ebenso türkischer Double-Sieger. Die nachfolgenden Spielzeiten blieb Şengün mit seiner Mannschaft hinter den Erwartungen zurück und konnte bis zum Sommer 1990, außer dem Premierminister-Pokal der Saison 1984/85, keinen Titel gewinnen. Şengün gelang es in den Spielzeiten bis zum Sommer 1990 nur einmal mehr als 10 Toren zu erzielen. In den beiden Spielzeiten 1988/89 und 1989/90 wurde er allmählich von jungen Spielern wie Hamdi Aslan, Orhan Çıkırıkçı und Hami Mandıralı aus der Stammformation gedrängt.
Nachdem Şengün zuletzt bei Trabzonspor eher eine Reservistenrolle gespielt hatte und die letzte Spielzeit ohne Torerfolg geblieben war, wechselte er zum Zweitligisten Malatyaspor. Bei diesem Verein hatte sich Anfang der 1980er Jahre ein Mäzen zum Vereinspräsident wählen lassen, sodass der Verein imstande war, Starspieler zu verpflichten. Bei diesem Verein spielte Şengün etwas mehr als ein Jahr, ohne dabei an seine alte Form anknüpfen zu können. So heuerte er im Oktober 1992 bei seinem alten Verein Samsunspor an. Hier zog er sich in der Ligapartie vom 9. Februar 1992 gegen seinen alten Verein Trabzonspor in der 10. Spielminute einen Achillessehnenriss zu und fiel den Rest der Saison verletzungsbedingt aus. Seine Mannschaft verpasste zum Saisonende den Klassenerhalt und stieg somit in die 2. Lig ab. Da dieser Verein mit solchen jungen und aufstrebenden Offensivspielern wie Ertuğrul Sağlam, Orhan Kaynak, Serkan Aykut, die es alle später zu großen Karrieren bringen sollten, sehr gut besetzt war, kam der neu genesene Şengün über die Reservistenrolle nicht hinaus. So startete er zwar bei Samsunspor in die nächste Spielzeit, wurde aber bereits im November 1993 an den Ligakonkurrenten Bafraspor abgegeben. Hier spielte er bis zum Saisonende und beendete anschließend mit 31 Jahren seine aktive Karriere.

### Nationalmannschaft
Während seiner Zeit bei Samsunspor wurde Şengün in den Kader der Türkische U-21-Nationalmannschaft nominiert und gab am 2. Mai 1965 gegen die U-21-Nationalmannschaft der UdSSR sein U-21-Länderspieldebüt.
Nach dem Aufstieg mit Samsunspor in die 1. Lig rückte Şengün auch in den Fokus des Trainerstabs der türkischen Nationalmannschaft. So wurde er im Rahmen eines zum angesetzten 22. Dezember 1982 Testspiels gegen die Bulgarische Nationalmannschaft vom damaligen Nationaltrainer Coşkun Özarı das erste Mal in den Kader der türkischen Nationalmannschaft. Bei dieser Partie wurde Şengün für Ali Kemal Denizci eingewechselte und gab so sein A-Länderspieldebüt. Fortan gehörte er drei Jahre lang zu den regelmäßig nominierten Spielern.
Sein letztes Länderspiel absolvierte er am 16. Oktober 1985 gegen die englische Nationalmannschaft. Insgesamt spielte er 17 Mal für die türkische A-Nationalmannschaft und erzielte dabei drei Tore.

## Trainerkarriere
Şengün startete seine Trainerkarriere 1994 als Jugendtrainer bei seinem alten Verein Samsunspor. Anschließend betreute er als Cheftrainer mehrere Vereine der 3. und 4. Liga. Im Sommer 2006 kehrte er zu Samsunspor zurück und arbeitete bis 2006 in verschiedenen Positionen der Nachwuchsabteilung. Im Sommer 2006 übernahm er dann bei diesem Verein die Stellung des Cheftrainers. Nach enttäuschenden Ergebnissen legte er bereits nach zwei Monaten sein Amt nieder.
Nachfolgend betreute er der Reihe nach die Vereine İlkadım Belediyespor, Adıyamanspor und Dikbıyık Belediyespor. 2013 arbeitete er bei Samsunspor erneut als Jugendtrainer.

## Erfolge

### Als Spieler
Mit Samsunspor
- Meister der TFF 1. Lig und Aufstieg in die Süper Lig: 1981/82

Mit Trabzonspor
- Türkischer Meister: 1983/84
- Türkischer Pokalsieger: 1983/84
- Premierminister-Pokalsieger: 1984/1985